# 成田正右衛門
成田 正右衛門（なりた しょうえもん、 享和3年（1803年） - 元治元年12月8日（1865年1月5日））は、薩摩藩の藩士、砲術家。名は正之。改名前の姓名は鳥居 平七。兄の平八とともに荻野流と坂元流の砲術を学び、後に高島流砲術を修めて、薩摩藩の砲術師範となる。

## 略歴
天保8年（1837年）7月、モリソン号が山川港に寄港した際（モリソン号事件）、国家老・島津久風の命により警備の任に就く。
天保9年（1838年）、兄の鳥居平八とともに長崎で高島秋帆に弟子入りし、洋式砲術を極める。
天保12年（1841年）、再び長崎へ派遣され高島から教えを受けるが、ともに学んだ兄の平八が同地で客死。平八の没後、家督を継ぎ、藩の砲術師範となる。
秋帆の疑獄事件が起きた時は、連座することが無いよう、姓名を成田正右衛門に改め、高島流砲術を「御流儀（ごりゅうぎ）」と改称する。
弘化年間以来、欧米の軍艦が日本の周辺に頻繁に現れるようになった時勢に、多くの子弟を育成した。性質は温厚で恬淡、弟子を指導し大器をなさしめ、累進して後に物奉行になった。
元治元年12月8日、病没。享年62。大正13年（1924年）2月、正五位を贈位された。

## 薩摩藩の砲術師範
天保8年7月12日早朝、鹿児島湾の山川港に入ったモリソン号に、兄の鳥居平八や門人とともに、異国船打払令に従って砲撃した。しかし、モリソン号は浅瀬に投錨し無風で動けなかったにもかかわらず、数100発砲撃しても船には1発しか命中せず、しかも何ら損傷を与えなかった。モリソン号は、そのまま脱出し、マカオへと戻っていった。
従来の日本の砲術では通じないことを知った薩摩藩は、用人の新納主税を長崎に派遣した。高島秋帆と面会し、帰藩した新納は、島津久風と藩主の島津斉興に西洋砲術の必要性を報告し、それ以来、薩摩藩は高島流砲術を取り入れることとなった。
それを受けて、事件の翌年（天保9年）2月、平七（正右衛門）は兄の平八とともに長崎へ派遣されて、高島秋帆の門下になった。翌10年（1839年）5月に、鳥居兄弟は免状を受けて、帰藩。
同12年（1841年）、再度平八とともに長崎で高島秋帆から教えを乞い、高島流砲術奥伝を受けて、オランダの小銃100挺を購入して帰藩した。平七は薩摩藩の西洋流砲術の師範となって、銃砲隊に大砲操練を行なった。
翌13年（1842年）、薩摩藩が高島秋帆の仲介で燧発銃を購入し、弁天築地でモルチール砲と野戦砲を鋳造した。藩主の斉興も大砲射撃演習を検閲し、野戦教練もおこなわせた。
こうして、薩摩藩の軍備はすべて高島秋帆から学んだ西洋砲術へと変遷し、鳥居平七がその開祖となった。
弘化3年（1846年）、上町向築地（現・石橋記念公園一帯）に鋳製方が設置された際には掛の1人に任じられ、青銅砲やゲベール銃の製造に携わった。
同年8月28日に谷山郷塩屋村（のちの鹿児島市谷山塩屋町）で行われた発火演習では、当時世子であった島津斉彬がこれに臨検し、演習終了後に成田正右衛門に対し21ヵ条の質問をした。その質問は実に正鵠を射ており、正右衛門は恐縮するばかりであったという。